# Lista państw z ruchem lewostronnym
Państwa, w których obowiązuje ruch lewostronny zaznaczono na mapie kolorem niebieskim:

| - Botswana - Eswatini - Kenia - Lesotho - Malawi - Mauritius - Mozambik - Namibia (do 1915 ruch prawostronny) - Południowa Afryka - Seszele - Tanzania - Uganda - Zambia - Zimbabwe - obowiązywał w Angoli (do 1928) - obowiązywał w Etiopii (do 7 czerwca 1964) - obowiązywał w Erytrei (do 7 czerwca 1964) - obowiązywał w Somali Brytyjskim (do 1960) - obowiązywał w Gambii (do 30 września 1965) - obowiązywał w Ghanie (do 3 sierpnia 1974) - obowiązywał w Gwinei Bissau (do 31 maja 1928) - obowiązywał w Kamerunie Brytyjskim (od 1924 do 1961) - obowiązywał na Wyspach Zielonego Przylądka (do 1 czerwca 1928) - obowiązywał w Nigerii (do 1 kwietnia 1972) - obowiązywał w Sierra Leone (do 28 lutego 1971) - obowiązywał w Sudanie (do sierpnia 1973) - obowiązywał w Togo                                                           | - Wielka Brytania - Irlandia - Cypr - Guernsey (w latach 1941-1945 obowiązywał ruch prawostronny, wprowadzony przez niemieckie władze okupacyjne) - Jersey (w latach 1941-1945 obowiązywał ruch prawostronny, wprowadzony przez niemieckie władze okupacyjne) - Malta - obowiązywał w Danii (do 1758 w Kopenhadze, do 1793 na pozostałym obszarze Danii) - obowiązywał w Finlandii (do 8 czerwca 1858) - obowiązywał we Francji (do 1789) - obowiązywał w Gibraltarze (do 16 czerwca 1929) - obowiązywał na Islandii (do 26 maja 1968) - obowiązywał w części Włoch (do 1920) - obowiązywał w części Jugosławii (do 1920) - obowiązywał w Luksemburgu (do 1930) - obowiązywał w części Austrii (do 1938): - ruch lewostronny wprowadzono w Wiedniu 12 lipca 1882 - ruch lewostronny wprowadzono w Karyntii, Tyrolu i Vorarlbergu w 1910 - ruch prawostronny wprowadzono w Vorarlbergu w 1921 - ruch prawostronny wprowadzono w Salzburgu i Tyrolu (oprócz Tyrolu wschodniego) 2 kwietnia 1930 - ruch prawostronny wprowadzono w Karyntii i Tyrolu wschodnim 15 czerwca 1935 - ruch prawostronny wprowadzono w Wiedniu i we wschodniej Austrii 19 września 1938 - obowiązywał w części Polski (w Galicji), od 1918 na terenie całego kraju obowiązuje ruch prawostronny - obowiązywał w Portugalii (do 1 czerwca 1928) - obowiązywał w Szwecji (do 3 września 1967, zobacz: Dagen H) - obowiązywał w Hiszpanii (do października 1924) - obowiązywał w Czechosłowacji (do przełomu 1938/39): - w Kraju Sudetów anektowanym przez Niemcy ruch prawostronny zaczął obowiązywać od 10 października 1938 - w okupowanej przez Niemcy Czechosłowacji ruch prawostronny zaczął obowiązywać od 15 marca 1939 - obowiązywał na Węgrzech (do 1941): - 6 lipca 1941 na obszarze Węgier (z wyjątkiem Budapesztu i terenu w promieniu 30 km od Budapesztu) wprowadzono ruch prawostronny - na terenie Budapesztu ruch prawostronny wprowadzono 9 listopada 1941 |
| - Bangladesz - Bhutan - Brunei - Chińska Republika Ludowa – w dwóch specjalnych regionach administracyjnych: - Hongkong - Makau - Indie - Indonezja - Japonia - na Okinawie od 1 kwietnia 1945 do 30 lipca 1978 obowiązywał ruch prawostronny, wprowadzony przez amerykańskie władze okupacyjne (1945-1972) - Malediwy - Malezja - Nepal - Pakistan - Singapur - Sri Lanka - Tajlandia - Timor Wschodni - obowiązywał w Afganistanie (do 1979) - obowiązywał w Chinach (do 1946): - 1 stycznia 1946 wprowadzono ruch prawostronny (oprócz Kantonu, Szanghaju i Kunmingu) - 13 lipca 1946 wprowadzono ruch prawostronny także w Kantonie, Szanghaju i Kunmingu - obowiązywał w Birmie (do 1970) - obowiązywał w Korei Północnej (do 1945/46) - obowiązywał na Filipinach (do 10 marca 1945) - obowiązywał w Korei Południowej (do 1 kwietnia 1946) | - Anguilla - Antigua i Barbuda - Bahamy - Barbados - Brytyjskie Wyspy Dziewicze - Dominika - Grenada - Jamajka - Kajmany - Montserrat - Saint Kitts i Nevis - Saint Lucia - Saint Vincent i Grenadyny - Wyspy Dziewicze Stanów Zjednoczonych - obowiązywał w prowincjach Kanady: - Kolumbia Brytyjska (do 1 stycznia 1922) - Nowa Fundlandia i Labrador (do 2 stycznia 1947) - Nowy Brunszwik (do 1 grudnia 1922) - Nowa Szkocja (do 1923) - Wyspa Księcia Edwarda (do 1 maja 1924) - obowiązywał w Panamie (do 15 kwietnia 1943) |
| - Australia - Fidżi - Kiribati - Nauru - Nowa Zelandia - Papua-Nowa Gwinea - Samoa (do 7 września 2009 ruch prawostronny) - Tonga - Tuvalu - Wyspy Salomona | - Falklandy (od kwietnia do czerwca 1982 obowiązywał ruch prawostronny, wprowadzony przez argentyńskie władze okupacyjne) - Gujana - Surinam - Trynidad i Tobago - obowiązywał w Argentynie (do 10 czerwca 1945) - obowiązywał w Paragwaju (do 1945) - obowiązywał w Urugwaju (do 2 września 1945) |